# 三瓶宏志
三瓶 宏志（さんべ こうし、1969年5月6日 - ）は、NHKのアナウンサー。

## 人物
子供の頃から大相撲の中継を見ており、福島出身の斉須を応援していたが、大相撲の大ファンという訳ではなかった。
福島県立会津高等学校時代は郷里の只見町から非常に離れていたため、親元を離れ下宿生活を送っていた。
同高等学校を経て明治大学政治経済学部卒業後、1992年入局。ちょうどその頃は「若貴ブーム」であり、大相撲の会場には立ち見客も出るほどであった。
スポーツ中継、特に大相撲を中心に担当している。
2013年の第95回全国高等学校野球選手権大会で初めて決勝戦のテレビ実況を担当。
2014年名古屋場所で初めて千秋楽幕内テレビ実況を担当。
2017年の元横綱・日馬富士の引退会見で代表質問を担当。
2018年の元幕内・双大竜の引退会見でも代表質問を担当。同じ福島県出身ということもあって質問に詰まる場面もあった。
2024年度からは解説委員を兼務している。
好きな食べ物はトマト。

## 相撲中継関連のエピソード
新人時代には地方局から本場所に派遣され、ラジオでのディレクター業務に従事した。その時は声は出さず、先輩アナウンサーが実況している隣で決まり手を付けたり、ニュースなどの時間配分を教えたりして、放送の仕組みを覚えた。若手時代は本場所に呼ばれるのは3場所から6場所に1回程度であり、大相撲に関わる時間はごく僅かであった。しばらくすると、BS中継の向正面リポーターに昇進し、幕下以下の力士の顔と名前を一致させるなど努力を重ねた。放送前の打ち合わせで指定された力士を名鑑を片手に探し、支度部屋で力士に聞いて、からかわれて違う人を教えられるなどした。本人は2016年のインタビューで「徒弟制度みたいなところはありますね」と話している。初めて相撲中継に関わってから2年から3年が経過すると実況を担当。放送時間が2時間あれば実際の取り組みは10分もないため、残りの1時間50分は何を話せばよいのか、最初は苦労した。
実況しやすい力士は白鵬。白鵬は左前廻しという狙いがわかりやすいため。逆に時天空や嘉風などのような何をやってくるか分からない力士は実況しづらいという。
大相撲中継の為にアナウンサーとして「力士カード」なる力士の場所成績、決まり手、家族の名前など、あらゆる事柄がまとめられているデータベースと「手さばき帳」と呼ばれるA4ノートに、全日程の幕下上位五番以降の取り組みの流れがすべて書いてあるものを用意している。これらはフォーマットを除いてすべて手書きである。

## 現在の担当番組
- 各種スポーツ中継（大相撲、高校野球、メジャーリーグ、バレーボール、NFL、テニス、アーティスティックスイミング、柔道、アマチュアレスリング、ボートなど）

## 過去の担当番組
盛岡放送局時代
仙台放送局時代
名古屋放送局時代
- おーい、ニッポン「きょうはとことん愛知県」（愛知県新城市黒沢地区から生中継）
- 21世紀ビジネス塾（2003年度）
- おはよう東海（2001年度）

東京アナウンス室時代（1度目）（2004年度 - 2007年度）
福岡放送局時代（2008年度 - 2011年6月）
- 宮城県・東北地方のニュース（東日本大震災発生による応援要員・2011年3月）

大阪放送局時代（1度目）（2012年7月 - 2014年6月）
- ロンドンオリンピック（柔道・アマレスの実況・男子マラソンなどのリポーター）

G-Media出向時代（2014年7月 - 2016年度）
- 「大相撲この一年」 進行役（2014年12月30日・2017年12月29日）
- リオデジャネイロオリンピック中継（現地キャスター：杉浦友紀と共に担当）（2016年8月6日 - 21日）

東京アナウンス室時代（2度目）（2017年度 - 2021年6月）
大阪放送局時代（2度目）（2021年7月 - ）
- 2020年東京オリンピック 閉会式（2021年8月8日、テレビ、桑子真帆と共に担当）[3]。
- 第105回全国高等学校野球選手権大会（R1・ラジオ第一）決勝戦（仙台育英×慶応）実況（2023年8月23日）
- 第106回全国高等学校野球選手権大会（R1・ラジオ第一）決勝戦（関東第一×京都国際）実況（2024年8月23日）